# 金沢市立大浦小学校
金沢市立大浦小学校（かなざわしりつ おおうらしょうがっこう、英語: Kanazawa Municipal Oura Elementary School）は、石川県金沢市大浦町に所在する公立小学校。

## 沿革
《主要な出典：》
- 1876年（明治09年）6月1日 - 大浦小学校創立。所在地はのちの金沢市大浦町チ40番地にあたる。
- 1889年（明治22年）4月1日 - 町村制の施行により、大浦村及び東蚊爪村の区域をもって、河崎村が発足。
- 1894年（明治27年）4月1日 - 高等科を併置。
- 1907年（明治40年）8月10日 - 川筋村、河崎村及び木越村が合併して、川北村が発足。
- 1908年（明治41年）
  - 3月31日 - 大浦尋常小学校と改称。
  - 4月13日 - 川北尋常小学校を併置。
- 1919年（大正08年）4月1日 - 大浦尋常小学校と川北高等小学校を合併して[5]、大浦尋常高等小学校と改称。
- 1936年（昭和11年）3月31日 - 木越尋常小学校と併合。
- 1941年（昭和16年）4月1日 - 国民学校令施行に伴い、大浦国民学校と改称。
- 1947年（昭和22年）4月1日 - 学制改革により、河北郡川北村立大浦小学校と改称。
- 1949年（昭和24年）6月1日 - 川北村の金沢市編入に伴い、金沢市立大浦小学校と改称。
- 1979年（昭和54年）7月7日 - 金沢市大浦町ヌ87番地（現在地）で校舎新築起工。
- 1980年（昭和55年）
  - 9月1日 - 新校舎へ移転。
  - 12月9日 - 新校舎竣工式（兼）創立100周年記念式典を挙行。
- 2006年（平成18年）3月 - 北側校舎増築工事完了。
- 2007年（平成19年）11月6日 - 創立130周年記念式典を挙行。
- 2019年（令和元年）9月 - 普通教室エアコン設置。
- 2020年（令和02年）8月 - 校舎大規模改修工事完了（2017年度・2018年度・2020年度の3期にわたって施工）。
- 2023年（令和05年）3月 - 育友会の寄付により防犯カメラ設置。

## 服装
- 平常時は標準服の着用が義務付けられている。但し、私服登校が可能な時もある。[要出典]

## 学区
大浦町、東蚊爪町、東蚊爪町1丁目、東蚊爪町2丁目、木越町、木越1丁目、木越2丁目、木越3丁目、湊1丁目、湊2丁目（1番地～88番地を除く。）、みずき1丁目、みずき2丁目、みずき3丁目、みずき4丁目

## 進学先中学校
- 金沢市立浅野川中学校[7]